# Rifugio Graffer
Das Rifugio Graffer – auch Rifugio Graffer al Grostè oder Rifugio Giorgio Graffer (deutsch Grafferhütte) – ist eine Schutzhütte der Società degli Alpinisti Tridentini (SAT) in der Brentagruppe im Trentino. Die in der Regel von Mitte Juni bis Mitte September sowie in der Wintersaison geöffnete Hütte verfügt über 70 Schlafplätze sowie einen Winterraum mit 2 Betten.

## Lage und Umgebung
Das Rifugio Graffer liegt westlich etwas unterhalb des Passo del Grostè (2442 m s.l.m.), der die Grenze zwischen dem nördlichen und zentralen Bereich der Brenta Dolomiten bildet, auf einer Höhe von 2261 m s.l.m. In unmittelbarer Nähe führt die unterhalb des vom Passo Campo Carlo Magno kommende Seilbahn an der Hütte vorbei, deren Bergstation (2437 m s.l.m.) sich nur etwa 20 Gehminuten entfernt befindet. Letztere gehört zum Skigebiet von Madonna di Campiglio, weshalb die Hütte auch während der Wintersaison geöffnet ist, da einige Skipisten direkt am Rifugio vorbeiführen. Im Sommer ist sie sowohl Ausgangspunkt für Touren im zentralen als auch nördlichen Bereich der Brenta, so zum Beispiel für die Besteigung der Cima del Grostè (2901 m s.l.m.), der Cima Falkner (2988 m s.l.m.) oder der Pietra Grande (2936 m s.l.m.). Etwas westlich liegt auf halbem Weg zum Monte Spinale (2104 m s.l.m.) der Lago Spinale (2036 m s.l.m.).

## Geschichte
Die Grafferhütte wurde 1947 von der Kooperative Giorgio Graffer erbaut. Sie ist nach dem gleichnamigen aus Trient stammenden und im Zweiten Weltkrieg in Albanien gefallenen Piloten und Alpinisten Giorgio Graffer benannt. Das 1948 eingeweihte Rifugio wurde dann 1956 an den Trentiner Bergsteigerverein SAT zu einem symbolischen Preis abgegeben. Letzterer hatte bereits 1893 am nahe gelegenen Passo Grostè das Rifugio Antonio Stoppani errichtet, das 1940 allerdings abbrannte und vom SAT nicht mehr aufgebaut wurde.
Das Gebäude wurde zwischen 1988 und 1989 restauriert. Dabei wurde es so umgebaut, dass es auch kleinere Schulungen und Tagungen aufnehmen kann. Die Neueröffnung fand 1990 statt.

## Zugänge
- Vom Passo del Grostè (Seilbahnstation), 2442 m ⊙ auf Weg 301 (20 Minuten)
- Vom Passo Campo Carlo Magno, 1681 m ⊙ auf Forststraße (2 Stunden)
- Vom Monte Spinale, 2102 m ⊙ auf Weg 331 (1 Stunde 30 Minuten)
- Von Vallesinella, 1513 m ⊙ auf Weg 382 (2 Stunden 20 Minuten)

## Nachbarhütten und Übergänge
- Zum Rifugio Tuckett – Quintino Sella, 2272 m ⊙ auf Weg 331, 316 (Ferrata Sosat) in 1 Stunde 30 Minuten, auf Weg 305 und 303 (Via delle Bocchette/Ferrata Benini) in 5 Stunden
- Zum Tovelsee, 1177 m ⊙ auf Weg 301, 314 4 Stunden 30 Minuten
- Nach Andalo, 1040 m ⊙ auf Weg 301 in 5 Stunden 30 Minuten
- Zum Bivacco Bonvecchio, 2790 m ⊙ auf Weg 336 (Ferrata Claudio Costanzi) 5 Stunden 30 Minuten
- Zum Rifugio Peller, 2022 m ⊙ auf Weg 336 (Ferrata Claudio Costanzi) in 11–12 Stunden

## Karten
- Alpenvereinskarte Blatt 51 Brentagruppe (1:25.000)
- Casa Editrice Tabacco Blatt 053 Dolomiti di Brenta (1:25.000)
- Casa Editrice Tabacco Blatt 067 Altopiano della Paganella – L. di Tovel – C. Brenta – Trento (1:25.000)